# 水原詩生
水原 詩生（みずはら しお、1983年10月28日 - ）は、日本の元女優。京都府出身。

## 略歴
- 1998年12月、舞夢プロモーションに所属する。
- 2000年、特撮テレビドラマ『仮面ライダークウガ』の朝日奈奈々役として女優デビュー。
- 2001年、月曜ミステリー劇場『かあさん保護司・神崎アイの事件簿』に渡辺晴美役で出演。
- 2004年、バラエティ番組『あいのり』にソルトというニックネームで出演。歴代最高の美女メンバーとして注目を浴び、Yahoo!検索ワードで1位を樹立。しかし、途中チュニジアでリタイアしてしまう。『あいのり』のプロデューサーがチュニジアまで向かいソルトのリタイアを説得しにいくも、惜しまれながらリタイアとなった。その後、芸能界を引退。
- 2006年7月15日、よみうりテレビの番組『発見!仰天!!プレミアもん!!! 土曜はダメよ!』のコーナー「ギョーテン美人!ダメットさん」に、お墓大好きダメットさんという設定で素人として出演。

## 出演

### テレビドラマ
- 仮面ライダークウガ（2000年1月30日 - 2001年1月21日、テレビ朝日） - 朝日奈奈々 役
- 月曜ミステリー劇場「かあさん保護司・神崎アイの事件簿」（2001年、TBS） - 渡辺晴美 役

### テレビ番組
- 夢情報（2000年、テレビ朝日）
- あいのり #246[1] - 263[2]（2004年11月22日 - 2005年4月11日、フジテレビ） - ソルト
- 発見!仰天!!プレミアもん!!! 土曜はダメよ!「ギョーテン美人!ダメットさん」（2006年7月15日、よみうりテレビ） - お墓大好きダメットさん

### CM
- 大阪ガス（1999年）
- ツーカーセルラー東海（2000年）

## 書籍

### 雑誌
- ヤングマガジン（1999年8月9日、講談社）
- 月刊De☆View 2000年2月号（オリコン）第1回 30秒のシンデレラを探せオーディション
- TVガイド（2000年2月、東京ニュース通信社）TV-GUIDE FAN CLUB
- 月刊少年チャンピオン 2000年6月号（2000年5月、秋田書店）北川昌弘 美少女通信
- 電撃特撮通信 Vol.3（2000年8月、メディアワークス）THE ACTRESS OF “MASKED RIDER KUUGA”
- 月刊ウルトラONE（2000年10月10日、宝島社）私のブックマーク
- 着メロキング500 Vol.6（2000年10月30日、宝島社）[3]ISBN 4-7966-1983-6